# Филант (царь Эфиры)
Филант — персонаж древнегреческой мифологии. Имя Филант он носит у Ферекида. По Диодору, его имя Филей.
Царь Эфиры (город феспротов в Эпире). По мнению Страбона, из Элиды, где находился один из городов с названием Эфира. Отец Астиохи Царь феспротов, убит Гераклом, его дочь Астиоха родила герою сына Тлеполема.